# Cleveland Museum of Art

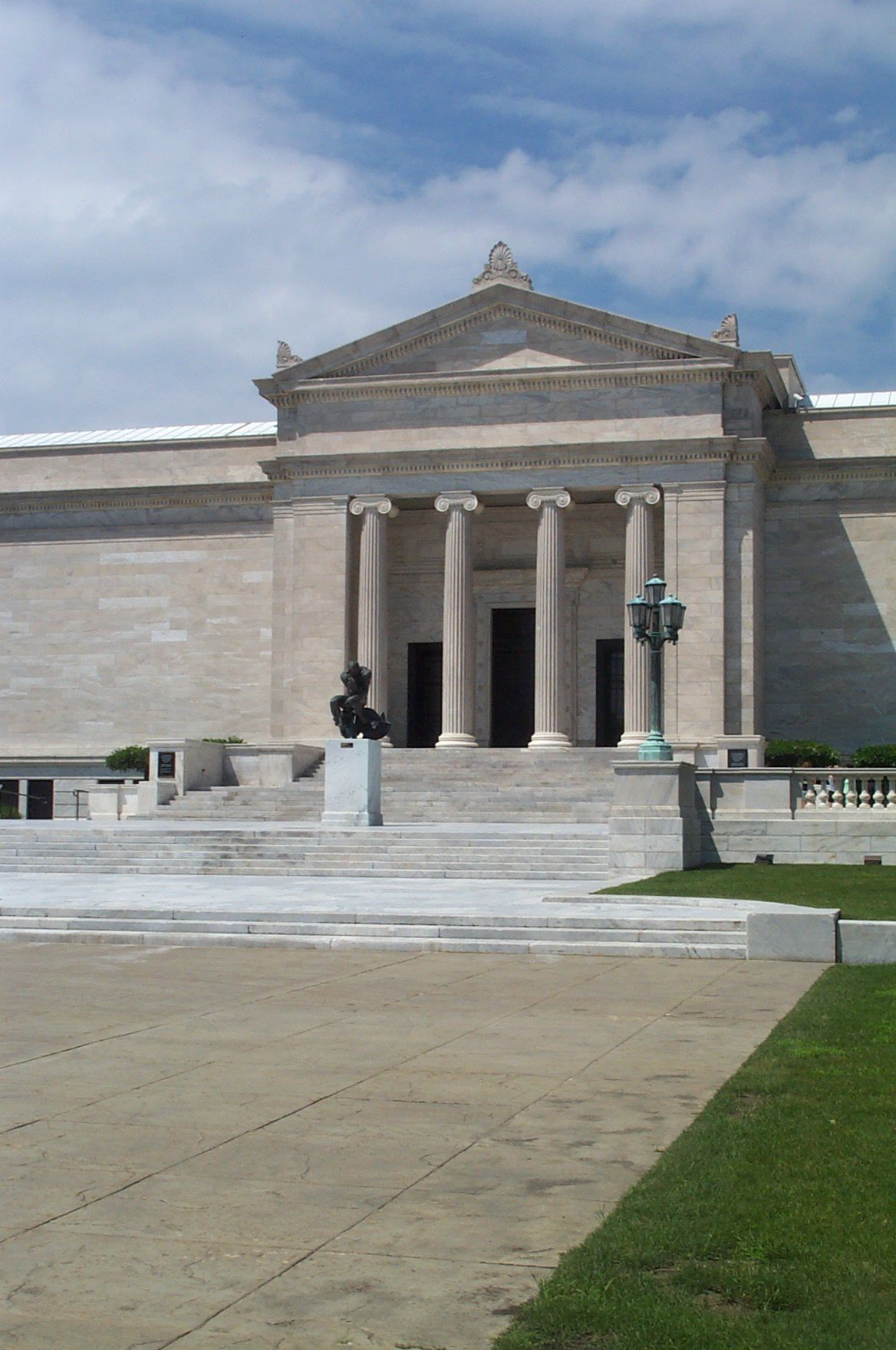
Cleveland Museum of Art mit dem Denker von Rodin (Nachbildung)

Das Cleveland Museum of Art in Cleveland, Ohio, ist ein Kunstmuseum in den Vereinigten Staaten.

## Geschichte
Das Kunstmuseum wurde 1913 gegründet, das Museumsgebäude 1916 fertiggestellt. Die Sammlung des Museums umfasst über 40.000 Exponate. Sammlungsschwerpunkte sind die präkolumbische Zeit, die Kunst Asiens und das europäische Mittelalter (darunter Stücke aus dem Welfenschatz). Seit 1945 befindet sich mit La Vie eines der bedeutendsten Gemälde aus der blauen Periode Pablo Picassos als Schenkung der Hanna Foundation in der Sammlung des Museums.
2019 wurde bekannt gegeben, dass 30.000 qualitativ hochwertige und kostenlose digitale Bilder aus der Sammlung des Museums in die Gemeinfreiheit entlassen (Creative Commons Lizenz CC0) und über eine Schnittstelle verfügbar gemacht werden. Die CC0-Lizenz erlaubt es dabei, die Bilder ohne jegliche Einschränkungen zu verwenden. Der Direktor des Museums, William M. Griswold, kommentierte diesen Schritt: „Open Access with Creative Commons will provide countless new opportunities to engage with works of art in our collection. With this move, we have transformed not only access to the CMA’s collection, but also its usability — inside as well as outside the walls of our museum.“ Mit dieser Veröffentlichungsstrategie folgt das Cleveland Museum of Art Vorbildern wie dem Metropolitan Museum of Art und dem Art Institute of Chicago.